# Бёрр, Аарон
А́арон Бёрр-младший (англ. Aaron Burr Jr., пр. [ærən bɜr]; 6 февраля 1756, Ньюарк, США — 14 сентября 1836, Статен-Айленд, Нью-Йорк, США) — американский политический и государственный деятель; третий вице-президент США, герой Войны за независимость США, путешественник.

## Ранние годы
Аарон Бёрр — второй ребёнок в семье преподобного Аарона Бёрра-старшего (1716—1757), второго президента Колледжа Нью-Джерси (будущий Принстонский университет) и его жены Эстер Эдвардс Бёрр (1732—1758), дочери проповедника Джонатана Эдвардса (1703—1758). У Аарона Бёрра была единственная сестра Сара Бёрр (1754—1797), вышедшая замуж за юриста Таппинга Рива (1744—1823).
Бёрр был принят в Принстон в возрасте 13 лет. Получил степень бакалавра искусств в 1772 году, в возрасте 16 лет. Затем продолжил изучать теологию в Принстоне ещё год. В 19 лет начал изучать право в Коннектикуте. Когда в 1775 году новости о столкновениях с британскими войсками у Лексингтона и Конкорда достигли Личфилда (где тогда учился Бёрр), Аарон приостановил учёбу и был зачислен в Континентальную армию.

### Война за независимость США
Во время Войны за независимость Бёрр принял участие в экспедиции полковника Бенедикта Арнольда в Квебек. Арнольд был глубоко впечатлён «великим духом и решимостью» Бёрра во время долгого марша. Когда их войска достигли города Квебек, он послал Бёрра по реке Святого Лаврентия, чтобы связаться с генералом Ричардом Монтгомери, который взял Монреаль, и сопроводить его в Квебек. Затем Монтгомери произвёл Бёрра в капитаны и сделал его своим адъютантом. Отличился 31 декабря 1775 года во время битвы при Квебеке, где, по слухам, он пытался реанимировать Монтгомери после того, как генерал был застрелен.
Весной 1776 года сводный брат Бёрра Матиас Огден помог ему занять место в штабе Джорджа Вашингтона в Манхэттене. Тем не менее через две недели, 26 июня, Бёрр оставил штаб, желая оказаться на поле битвы. Вскоре генерал Израэль Патнэм взял его под своё крыло. Своей бдительностью при отступлении от нижнего Манхэттена до Гарлема спас всю бригаду от плена после британской высадки на Манхэттене. В июле 1777 года был произведён в подполковники.
Бёрр подал в отставку из Континентальной армии в марте 1779 года из-за проблем со здоровьем и возобновил изучение права. Технически он больше не был на службе, но продолжал активно участвовать в войне; он был назначен генералом Вашингтоном для выполнения разведывательных миссий для генералов, таких как Артур Сент-Клэр. 5 июля 1779 года он собрал группу студентов Йельского университета в Нью-Хейвене, и вместе с капитаном Джеймсом Хиллхаусом и второй пехотной гвардией губернатора Коннектикута отбил британское наступление, заставив их отступить от Нью-Хейвена.
Несмотря на эти действия, Бёрр окончил учёбу и был принят в адвокатскую коллегию Олбани в 1782 году. В том же году он женился на Феодосии Бартоу Прево (англ. Theodosia Bartow Prevost; 1746—1794), вдове с пятью детьми, которая в первом браке была замужем за офицером британской армии Жаком Маркусом Прево (1736—1781), который был братом генерала Огюстена Прево (1723—1786). У них был единственный выживший ребёнок, достигший совершеннолетия — дочь Феодосия Бёрр Олстон (1783—1813), вышедшая замуж за 44-го губернатора Южной Каролины Джозефа Олстона (1779—1816). В следующем году начал заниматься адвокатской практикой в Нью-Йорке, после того как англичане эвакуировали город. Он и его жена жили в течение следующих нескольких лет в доме на Уолл-стрит в Нижнем Манхэттене.

## Политическая карьера
Бёрр служил в Ассамблее штата Нью-Йорк с 1784 по 1785 год. Кроме того, он продолжал свою военную службу подполковником и командиром полка в бригаде ополченцев под командованием Уильяма Малкольма. Он серьёзно занялся политикой в 1789 году, когда Джордж Клинтон назначил его генеральным прокурором штата Нью-Йорк. Он также был Уполномоченным по делам о революционных войнах в 1791 году. В 1791 году он был избран законодательным органом  сенатором США от Нью-Йорка, победив действующего генерала Филипа Скайлера. Он работал в Сенате до 1797 года.
В 1792 году Бёрр впервые принял участие в президентских выборах, но он боролся практически за вице-президентский пост. Дело в том, что действующий президент Вашингтон получил 100 % голосов, в этих выборах Аарон получил только один голос выборщика.
Бёрр баллотировался на пост президента на выборах 1796 года, заняв четвёртое место с 30 голосами вслед за Джоном Адамсом, Томасом Джефферсоном и Томасом Пинкни. Бёрр был потрясён поражением, поскольку полагал, что договорился со сторонниками Джефферсона, что они отдадут свои голоса за него, в обмен на голоса избирателей Нью-Йорка в пользу Джефферсона.
Во время следующих президентских выборов 1800 года Джефферсон и Бёрр снова были кандидатами на пост президента и вице-президента. Джефферсон пошёл на сотрудничество с Бёрром в обмен на то, что тот сможет поработать над получением голосов избирателей Нью-Йорка в пользу Джефферсона.
Бёрр был активен в различных демократических клубах и обществах. Хотя Александр Гамильтон и Бёрр долгое время были в хороших личных отношениях, победа Бёрра над генералом Скайлером, тестем Гамильтона, вероятно, загнала первый крупный клин в их дружбу.
После того, как в 1798 году Вашингтон был назначен командующим войсками США президентом Джоном Адамсом, он отклонил заявление Бёрра о назначении его бригадным генералом во время Квазивойны с Францией. Вашингтон считал полковника Бёрра храбрым и способным офицером, но интриганом. Джон Адамс, чья вражда к Александру Гамильтону была легендарной, позже писал в 1815 году, что ответ Вашингтона был поразительным, учитывая его продвижение Гамильтона, которого Адамс назвал «самым беспокойным, нетерпеливым, хитрым, неутомимым и беспринципным интриганом в Соединённых Штатах».
Смущённый бездействием нового Сената США, Бёрр выдвинул свою кандидатуру и был избран в Ассамблею штата Нью-Йорк, где работал с 1798 по 1799 год. В течение этого времени он сотрудничал с Голландской землевладельческой компанией над разработкой закона о разрешении иностранцам владеть и передавать земли. В период президентства Джона Адамса национальные партии стали чётко определёнными. Бёрр был немного связан с демократическо-республиканской партией, хотя у него были умеренные союзники среди федералистов, такие как сенатор Джонатан Дейтон из Нью-Джерси.

### В Нью-Йорке
Бёрр быстро стал ключевым игроком в политике Нью-Йорка, более авторитетным, чем Гамильтон. Это должно было помочь Джефферсону достичь президентства.
В 1799 году Бёрр основал The Manhattan Company. В последующие годы он был поглощён Chase Manhattan Bank, который, в свою очередь, стал частью JPMorgan Chase. В сентябре 1799 года Бёрр дрался на дуэли с Джоном Баркером Чёрчем, чья жена Анжелика была сестрой жены Гамильтона, Элизабет. Чёрч утверждал, что Бёрр получил взятку от Голландской компании в обмен на использование своего политического влияния от её имени. Бёрр и Чёрч стреляли друг в друга и промахнулись, после чего Чёрч признал, что он был неправ, обвиняя Бёрра без доказательств. Бёрр принял это как извинение, и двое мужчин обменялись рукопожатием и закончили спор.
Вражда между Гамильтоном и Бёрром, возможно, возникла также из-за того, как Аарон основал банк. Бёрр обратился к Гамильтону и другим федералистам за поддержкой, заявив, что создаваемая компания будет отвечать за водоснабжение Манхэттена. Тем не менее Бёрр тайно изменил устав, включив туда банковское дело; вскоре после утверждения он отказался от всякого притязания на создание водохозяйственной компании. Гамильтон и другие сторонники полагали, что Бёрр позорно обманул их. Из-за манипуляций Бёрра произошла задержка в создании безопасной системы водоснабжения для Манхэттена. Это, вероятно, способствовало дополнительным смертям во время последующей эпидемии малярии.
Компания Бёрра была больше, чем просто банком — это был инструмент для продвижения власти и влияния республиканцев, а её ссуды были направлены сторонникам. Предоставляя кредиты мелким предпринимателям, банк помогал увеличить электорат партии. Федералистские банкиры в Нью-Йорке остро отреагировали на это, и противостояние партий обострилось.

### Президентские выборы в США 1800 года
На президентских выборах 1800 года в Нью-Йорке, Бёрр, используя свой авторитет и компанию, добился, что голоса избирателей были отданы Джефферсону и самому Бёрру. Это вбило ещё один клин между ним и Гамильтоном. Занимал должность вице-президента США с 4 марта 1801 года по 4 марта 1805 года при президенте Томасе Джефферсоне.

### Вице-президент
Джефферсон никогда не доверял Бёрру. Он был фактически отстранён от партийных вопросов. Будучи вице-президентом, Бёрр заслужил похвалу от некоторых врагов за беспристрастность и судебную манеру поведения в качестве Президента Сената; он заложил некоторые традиции для этого поста, которые стали востребованными. Бёрр председательствовал на судебном процессе по импичменту Самуэла Чейза, и его позиция была оценена как способствующая сохранению принципа независимости судебных органов, который был установлен в деле Мэрбэри против Мэдисона в 1803 году. Одна газета писала, что Бёрр вёл разбирательство с «беспристрастностью ангела, но с суровостью дьявола».

## Последующие годы
После того, как стало ясно, что на новые президентские выборы Джефферсон пойдёт с новым вице-президентом, Бёрр решил участвовать в гонке за кресло губернатора штата Нью-Йорк. В 1804 году он проиграл избирательную кампанию малоизвестному Моргану Льюису. Во время кампании Александр Гамильтон выпустил немало оскорбительных памфлетов против Бёрра, в связи с чем последний вызвал его на дуэль и застрелил.
После дуэли политическая карьера Бёрра закончилась. В 1806 году он отправился на Запад США, где пытался вести нелегальную войну против испанских колоний, но был предан Уилкинсоном. Тайно прибыл в Филадельфию и там сдался властям. Бёрр предстал перед судом по обвинению в измене, но был оправдан. Отправился в добровольное изгнание в Европу, после возвращения в США вёл уединённую жизнь, был практикующим адвокатом.
Жизнь Бёрра описана американским писателем Гором Видалом в книге «Вице-президент Бэрр» (1973, рус. перевод 1977).